# Katia Elizarova
Katia Elizárova (nacida Ekaterina Ígorevna Elizárova, 1986) es una modelo y actriz rusa.

## Biografía
Nació en 1986, en Sarátov, Unión Soviética. Su padre y su madre son ambos de origen ruso. Su tatara-abuelo se casó con la hermana de Vladímir Lenin, Anna Elizárova-Uliánova. El abuelo de Elizárova era un antiguo miembro del KGB. Asistió al Colegio No.1 en Sarátov antes de mudarse a Moscú. De pequeña, recibió clases de ballet, soñando poder bailar algún día en el Ballet del Teatro Bolshói de Moscú. Tras acabar el colegio, Elizárova estudió Derecho en la Queen Mary University of London.

## Vida personal
A partir de noviembre de 2012, Elizárova vive con su novio y hombre de negocios Blair Metcalfe en Chelsea (Londres). La pareja lleva junta desde 2009. En septiembre de 2016 se casó con él.

## Carrera

### Temprana carrera como modelo
A los 14 años, fue descubierta por el agente de modelos georgiano Guía Jikidze en su ciudad natal, después de lo cual ella apareció en la portada de Jalouse y protagonizó anuncios en la televisión rusa y campañas para marcas como Pepsi, Kirin, La Forêt y Sok Dobriy.
Para la edad de 15 años, Elizárova trabajaba durante largos períodos en Londres, París, Milán y Tokio. Algunos de sus primeros trabajos incluyen anuncios para Pepsi y trabajos para Versace, Valentino, y Preen.

### Carrera como modelo a tiempo completo
Se convirtió en modelo a tiempo completo después de graduarse en la universidad en 2009. Elizárova ha trabajado con clientes y fotógrafos como Ellen von Unwerth, Rankin, Kim Knott, Comme des Garçons, Guy Laroche, Kirin, Laforet, Calvin Klein, Chanel, Valentino, Versace, Ines Valentinitsch, Etienne Aigner, Karen Walker, Preen, Jasper Conran, Dsquared, Ghost, Avon, Shu Uemura, Swarovski, New Look, Miss Selfridge, Fornarina, Victoria's Secret, Made by Niki, Babyliss, Trevor Sorbie, L'Oréal, y Wella.
Ha trabajado con varias agencias, incluyendo Why Not Model Agency (Milán), City Models (París), M4 Models (Hamburgo), View Management (España), Vivienne Model Management y Clear Model Management.
Campañas desde 2010 incluyen Esprit, Triumph, GHD, Toni & Guy, y el lanzamiento de la lujosa marca de ropa de George Davies, GIVe. Ella también ha aparecido en la portada de Fabulous Magazine y S Magazine y ha sido presentada en InStyle Magazine, Marie Claire, T3, GQ, Sky Showbiz. Al principio de 2011, Elizárova realizó un corto para una campaña televisiva para Rimmel London junto a la actriz Zooey Deschanel.
En agosto de 2011, firmó con IMG Models. En noviembre, Elizarova fue contratada por la compañía estadounidense de moda Max Studio como la nueva cara de la marca y la primera embajadora. Ella reemplazó a las antiguas caras de la marca Rosie Huntington-Whiteley y Lily Cole. Elizárova ha sido consultora creativa de campañas para Max Studio en las temporadas de Primavera/Verano 2012, Otoño/Invierno 2012 y Primavera/Verano 2013 apoyadas por sus compañeras modelos Erin O'Connor, Suki Waterhouse, y Victoria Zuban.
El fotógrafo David Bebber escogió su foto de Elizárova tomada durante la London Fashion Week de 2014 temporada Primavera/Verano como su foto principal de la publicación anual "Year in Pictures" del The Times' en 2013.

### Carrera como actriz
En 2006, apareció en el vídeo musical ruso Sky de Diskoteka Avariya.
Elizárova hizo su debut teatral en un escenario londinense en la adaptación de Belka Production de historias cortas de Antón Chéjov y en Sunstroke (Insolación)  de Iván Bunin, en agosto/septiembre de 2013. También apareció en el reality show de Fox Meet the Russians, sobre europeos del Este viviendo en Londres.

## Caridad y acción social
Una defensora de los derechos de las modelos, habló en la Oxford Union sobre el mundo de las modelos, sus trampas, recompensas y problemas de salud en 2009. Ella es una defensora de la UK charity Fashion For Good y la Red Cross. En octubre de 2013, Elizárova habló en un foro en el Parlamento británico sobre el futuro de la industria de la moda, centrándose en los jóvenes talentos.